# Salt Lick
Salt Lick è un comune degli Stati Uniti d'America, situato nello Stato del Kentucky, nella contea di Bath.